# امس-شیمی
امس-شیمی (انگلیسی: Ems-Chemie) شرکت صنایع شیمیایی سوئیسی است، که در سال ۱۹۳۶ توسط مگدالنا مارتلو بلوچ تأسیس شد.